# Gyűrűs kéreghangya

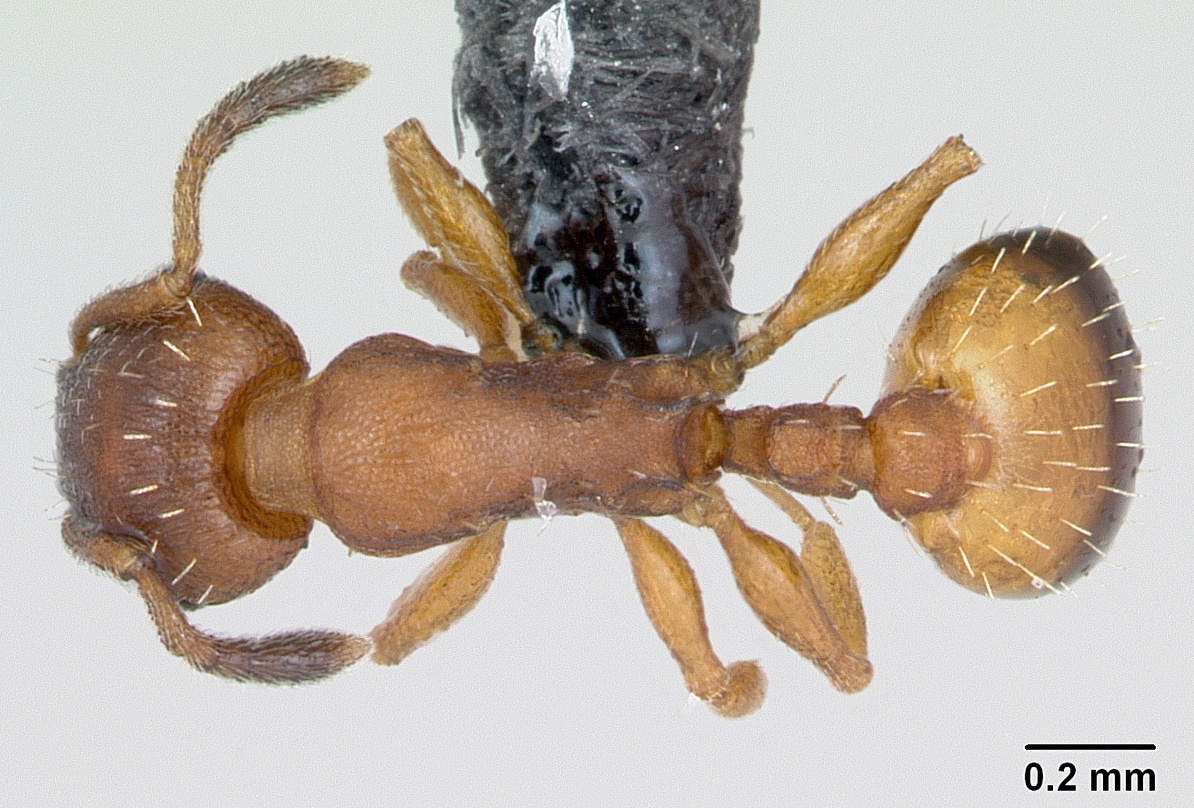
Dolgozója fölülnézetben

A gyűrűs kéreghangya (Temnothorax unifasciatus) a bütyköshangyaformák (Myrmicinae) alcsaládba sorolt szívhangyarokonúak (Crematogastrini) nemzetségben a kéreghangya (Temnothorax) nem egyik, Magyarországon is honos faja.

## Származása, elterjedése
Euro-kaukázusi faj, amely Európában az 52. szélességi foktól délre, valamint Gotland szigetén terjedt el, keleten egészen az Urál hegységig, valamint a Kaukázusban, Kis-Ázsiában és a Kopet-dag hegységben. A Földközi-tenger déli partvidékén Marokkóban fordul elő, az Atlanti-óceánban pedig Madeirán és az Azori-szigeteken

## Megjelenése, felépítése
Apró.

## Életmódja, élőhelye
Túlnyomórészt ragadozó. Félfedelesszárnyúakat (Hemiptera) nem látogat, legfeljebb a róluk lecsepegett mézharmatot nyalogatja fel (Lőrinczi).
Meleg- és szárazságkedvelő fajként leginkább a xeroterm erdőkben és gyepekben gyakori, de városok kevésbé zavart részein (például temetőkben, régi városfalak környékén) is megél. Korhadt faágakban, növények üreges száraiban, kéreg alatt, sziklák repedéseiben, kövek alatt, zuzmó alatt rendezi be egykirálynős bolyait, amelyek igen sűrűn helyezkedhetnek el (megfigyel legnagyobb sűrűsége 120 fészek/100 m²). Ezek a kéreghangyák közt szokatlanul népesnek számítanak, egy-egy fészekben esetenként 200-nál is több dolgozóval.
Nemének több más tagjához hasonlóan szezonálisan többfészkű: nyárra az egyes kolóniák néhány tucat dolgozóból álló kisebb egységekre bomlanak fel. Az egységek külön-külön fészkelőhelyet foglalnak el, ezek egyikében a királynővel. Június közepe és augusztus vége között, napkelte tájékán repül úgy, hogy az új bolyok alapítása pleometrikus (Lőrinczi) — tehát azt több királynő együttműködve alapítja, de az első dolgozók megjelenése után riválisokká válnak, és a küzdelem végén csak egyikük marad életben.